# 유한공업고등학교
유한공업고등학교(柳韓工業高等學校)는 대한민국 서울특별시 구로구 항동에 위치한 사립 고등학교이다.

## 학교 연혁
- 1952년 12월 12일 : 유한양행 설립자 유일한 박사의 사재로 고려공과기술학교 설립
- 1957년 3월 2일 : 고려공과학원 설립(목공과, 철공과, 전기과)
- 1961년 11월 27일 : 한국직업학원으로 명칭 변경
- 1962년 10월 18일 : 재단법인 유한학원 설립인가(초대 이사장 설립자 유일한 박사 취임)
- 1963년 12월 24일 : 한국고등기술학교로 개명(기계과, 전기과, 목공건축과, 판금용접과)
- 1964년 12월 29일 : 유한공업고등학교로 개명(기계과, 판금용접과, 전기과, 건축과)
- 1967년 1월 27일 : 유한공업고등학교 제1회 졸업생 42명 배출
- 1977년 5월 3일 : 학교법인 유한재단을 학교법인 유한학원으로 명칭 변경
- 2008년 1월 25일 : 서울특별시교육청 자동화디자인 특성화 고등학교 선정
- 2016년 3월 2일 : 학과 개편(자동화시스템과 4학급, 로봇전기자동화과 2학급, 건축인테리어디자인과 2학급)
- 2020년 11월 6일 : 제10대 홍기삼 이사장 취임
- 2021년 9월 1일 : 제10대 고병두 교장 취임

## 설치 학과
- 자동화시스템과
- 건축디자인과
- 로봇전기과
- 스마트제어과

## 갤러리

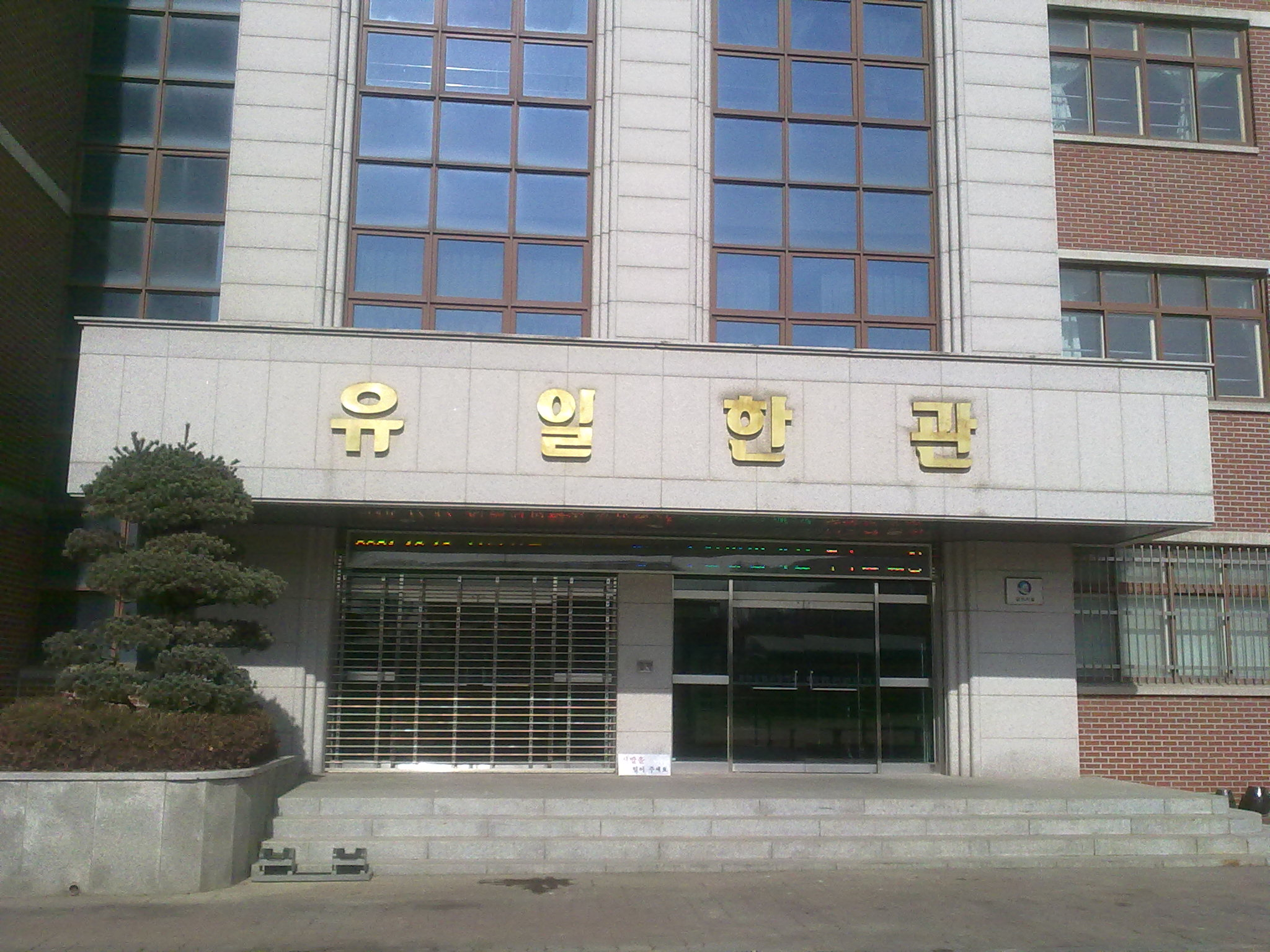
유일한관

## 참고 자료
- 유한공업고등학교 - 한국교육학술정보원 학교알리미